# شهرستان بارکیول
شهرستان بارکیول (به عربی: مقاطعة بارکیول) یک منطقهٔ مسکونی در موریتانی است که در استان عصابه واقع شده‌است.